# Museu Histórico de Armas
O Museu Histórico de Armas está localizado acima do morro da cidade de Arica, ao norte do Chile. Foi inaugurado em 7 de junho de 1974 em homenagem à Guerra do Pacífico.  Em sua entrada há uma rosa-dos-ventos em bronze. Lá dentro é possível ver vestimentas, armas, livros, diários, fotografias e objetos diversos usados pelo Exército Chileno e Peruano durante a Guerra do Pacífico. Possui também uma Esplanada de onde é possível observar a Cidade de Arica, o porto, a ex-ilha Alacran, a costa, as praias e os vales de Azapa e Lluta. 
O Museu fica aberto todos os dias das 8h da manhã às 20h da noite e conta com visitas guiadas por funcionários.  

## História
O museu fica em um antigo forte, um dos pontos de apoio das forças chilenas durante Guerra do Pacífico. O conflito aconteceu entre 1879 e 1883, e contava com os exércitos da Bolívia e o Peru contra o Chile, que venceu a guerra e ficou com pedaços de territórios dos outros dois países derrotados. 